# Solitudo Argiphontae
Solitudo Argiphontae  è una caratteristica di albedo della superficie di Mercurio.